# Chionaema postflavida
Chionaema postflavida är en fjärilsart som beskrevs av Rothschild 1924. Chionaema postflavida ingår i släktet Chionaema och familjen björnspinnare. Inga underarter finns listade i Catalogue of Life.